# Timariot
I Timariot (o titolari dei tımar; tımarlı in Turco) è stato un altro nome dato alla cavalleria Timarli Sipahi al servizio del Sultano dell'Impero ottomano e che in cambio ricevevano la concessione di un Feudo chiamato Timar.
Il Timariot doveva unirsi all'esercito in tempo di guerra e doveva prendersi cura della terra a lui affidata in tempo di pace.
Quando erano in guerra, i Timariot dovevano portare le proprie armi e inoltre un certo numero di armigeri a piedi (cebelu).
Il cibo era fornito durante la campagna militare.
In questo modo, gli ottomani potevano rapidamente radunare un grande esercito.
Quando la guerra era finita i guerrieri ritornavano alle loro terre, e in tal modo il Sultano non doveva provvedere al loro sostegno quando gli stessi non ne avevano bisogno.
Inoltre le terre del Sultano venivano coltivate con cura.
I contadini locali erano soggetti ai Timariot.
La legge e l'ordine venivano mantenuti, le tasse venivano raccolte e chi violava la legge veniva assicurato alla giustizia.
Tuttavia il Timariot non poteva imporre sanzioni fino a quando non aveva ricevuto un verdetto da un giudice locale di conformità alla legge imperiale.

Un titolare di Timar non poteva possedere la terra; la proprietà terriera è mantenuta dallo stato ottomano.

## Panoramica
Il sistema dei Timar è stato organizzato durante il Regno di Orhan I (1326–1359). 
Il Sultano concesse ai Timariot feudi ufficiali con i contadini locali sottoposti al loro governo in una disposizione simile ai feudi nell'Europa feudale.
Erano una parte importante dell'esercito ottomano, soprattutto per il loro facile supporto e mantennero tale status fino ai primi anni del XVII (diciassettesimo) secolo. 
I diritti e le terre dei titolari dei Timar rimasero in uso molto più a lungo.
Durante le campagne di guerra, i Timariot erano organizzati in reggimenti chiamati alay che erano comandati da un alay bey (o beg).
Unità più grandi erano i reggimenti sanjak (o sancak) o Liwa (stendardo, bandiera), comandati dai Sanjak-bey.
Al vertice vi erano i governatori delle provincie, i beylerbey.
Una provincia nel XVI (sedicesimo) secolo poteva annoverare qualche migliaio di Timariot, secondo la dimensione della provincia. 
Nel 1525 il numero totale dei titolari di Timar era 37mila818 uomini, secondo i ruoli del fisco. 
Il numero di armigeri è stato stimato a cinquantamila uomini.
Naturalmente, questi grandi numeri erano sparsi in tutto l'Impero e non potevano eventualmente servire in una campagna militare nello stesso momento.